# ノアインドアステージ
ノアインドアステージ株式会社（英称：Noah Indoor Stage Co., Ltd.）は、兵庫県姫路市に本社を置くテニススクールを中心としたスポーツクラブを運営する日本の企業である。
テニスインストラクターの養成、派遣、テニスイベントの企画、運営、テニス用品販売、学習塾の経営なども行っている。

## 概要
1900年（明治33年）創業の姫路市のマッチ製造業の老舗であり、広告用ティッシュペーパーや紙おしぼりの生産でも知られる日東社が、遊休地利用の一環として1980年に姫路テニスクラブとして設立。当初は関西を中心にテニススクールを各地に設けて急成長し、現在では日本最大手のテニススクールとして、全国・海外に30校以上有し、現在生徒総数は約35,000人を擁する。現在ではすべてのスクールで全天候型の冷暖房完備インドアテニスコートを採用している。
それまでのテニススクールはアウトドアが主流であった。現社長である大西雅之は当初、日東社のマッチ、ライターなどの営業・販促などを行っていたが、半年後にテニス事業部の責任者が退職し急遽抜擢される。テニス事業運営については何もわからない状態であったが、テニスができた大西は休日である月曜日には、毎週のように大阪、岡山などの有名テニスクラブなどを利用、見学し通うこと2年、他社のよい点を取り入れるなど研究を重ねる。その後、自らコーチを務める自社での経験の中から、コートをインドアにする必要性を痛感し実行したところ、サービス性の高さと相まって好評を呼び、成長の原動力となる。しかし、すべてが順調だったわけではなく、5-6店舗に増え正社員が60名ほどになったころに、6-7名の社員が一斉にやめ別会社を設立する事態に遭遇する。この時、大西はそれまでの成果主義一辺倒を改め、従業員との対話を重視し現場の声をくみ上げる路線に転換。従業員アンケートを実施、人事評価制度を見直す中でノアイズムといわれる求心力を得、社風改革に取り組み、会社を変革させていった。

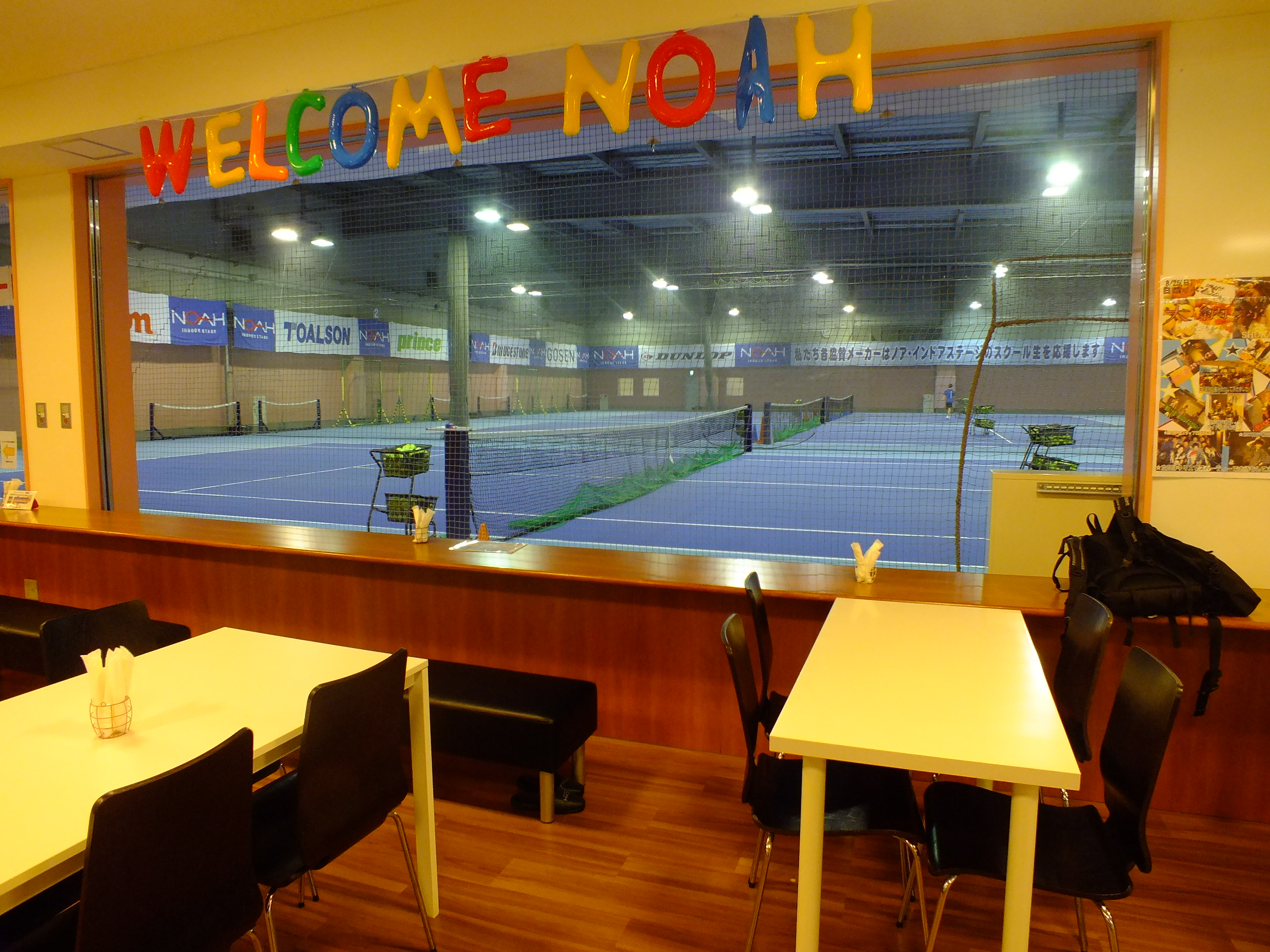
テニススクール・ノア HAT神戸校

こうした努力が実り、「就職すべき、働きがいのある成長企業」に贈られる賞であるインフォランスが運営する就活アワード（2014年）にて「働きがいのある企業」、「成長性の高い起業」の2部門にて受賞を果たした。さらにベストモチベーションカンパニーアワード2012第3位入賞。経済産業省が主催した「おもてなし企業選50社」に選出されている。また、経済産業省によって2020年度から2023年度の健康経営優良法人に認定されており、世界60カ国7,000社を超える企業の働きがい調査であるGPTW運営2021年6月度「働きがい認定企業」にも選出されている。
2013年9月、サンリオとの間で人気キャラクターである「ハローキティ」の宣伝や販促への使用のライセンス契約を締結した（2016年8月終了）。これはテニススクール業界では初である。

## 沿革

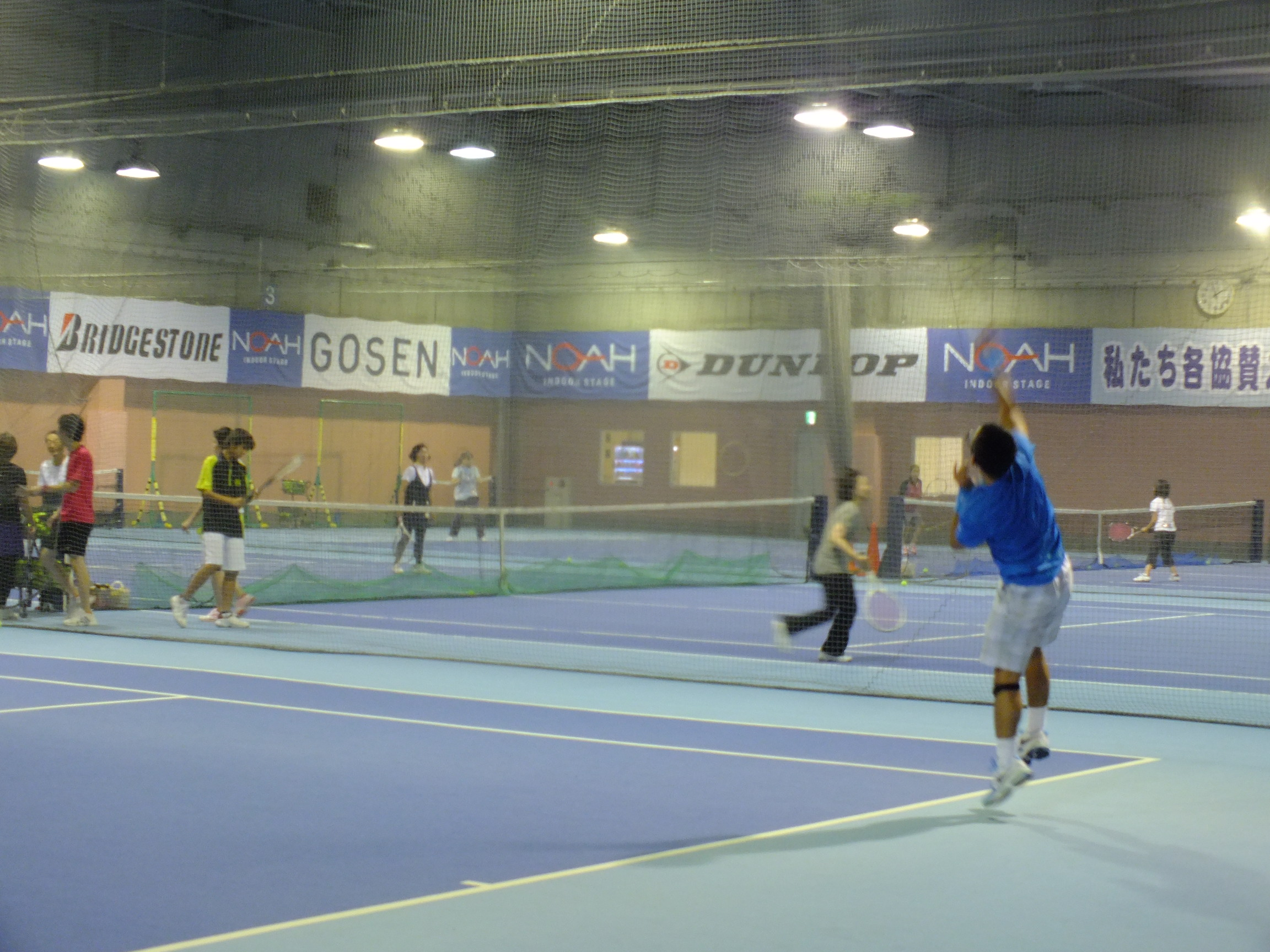
インドア、カーペットコートを採用したことが急成長の原動力となった。

以下にノアインドアステージ株式会社の沿革を記載する。
- 1980年（昭和55年）- 8月、日東社により日東興業株式会社として設立。 姫路テニスクラブとして開業。当時は屋外コート10面の規模であった。
- 1990年（平成2年）- 3月、10面あった屋外コートのうち3面を室内コートとして改装する。
- 1994年（平成6年）- 2月、3面あった室内コートを1面増設し4面に。さらに室内コートをハードコートからカーペットコートに全面改装、快適化を図る。
- 1998年（平成10年）- 5月、西宮校開校（室内コート4面）。
- 1998年（平成10年）- 11月、加古川校開校（室内コート4面、屋外コート4面）。
- 1999年（平成11年）- 5月、日東興業株式会社からノアインドアステージ株式会社に社名変更。
- 2000年（平成12年）- 8月、宝塚校開校（室内コート4面）および姫路ブルーマウント校開校（室内コート3面）。
- 2001年（平成13年）- 9月、東大阪校開校（室内コート3.5面、2007年6月閉鎖）。
- 2003年（平成15年）- 10月、武蔵浦和校開校（3面、さいたま市南区）。
- 2003年（平成15年）- 12月、神戸名谷校開校（3.5面）。
- 2004年（平成16年）- 12月、京都西校開校（3.5面）。
- 2005年（平成17年）- 12月、和光成増校（3.5面）および南千里校開校（2.5面）。
- 2007年（平成19年）- 7月、鶴見校開校（2面、2017年6月閉鎖）、10月、天下茶屋校開校（3.5面）。
- 2008年（平成20年）- 4月、南草津校開校（2面、2022年9月26日閉鎖）、10月、北松戸校開校（3.5面、但し2010年4月よりアルドールテニスステージへ移譲）
- 2009年（平成21年）- 4月、つかしん校開校（3面、2022年に閉鎖後 2022年10月に開校した尼崎塚口校と合併）。
- 2010年（平成22年）- 2月 HAT神戸校開校（3面）、4月、国分寺校開校（3.5面）、5月、南千里校開校（3面）。
- 2011年（平成23年）- 10月、横浜綱島校開校（3.5面）。
- 2012年（平成24年）- 4月、久宝寺校開校（2.5面）、9月 、倉敷校開校（2.5面）。
- 2013年（平成25年）- 2月27日、就活AWARD 2014において「働きがいのある企業」、「成長性の高い起業」の2部門にて受賞[8]。
- 2013年（平成25年）- 3月、広島西校開校（室内4面・屋外3面、2022年閉鎖）。
- 2013年（平成25年）- 9月。サンリオとの間で人気キャラクターである「ハローキティ」の宣伝や販促への使用のライセンス契約を締結。2016年8月まで続いた[5]。
- 2015年（平成27年）- 2月、横浜センター南校開校（室内3.5面）。11月、国際大会「ノアチャレンジャー」開催[11]。
- 2016年（平成28年）
  - 4月、岡山校開校（室内3.5面）。
  - 10月、神戸御影校開校（室内3.5面）。
  - 11月、タイ・バンコク校開校（室内2面・屋外4面）。
- 2017年（平成29年）
  - 4月、フットサル事業部を株式会社ブラーボデザインとして分社化。
  - 7月、深江橋校開校（室内3.5面）。
  - 11月、都島校開校（室内3.5面）。
- 2018年（平成30年） - 2月、横浜東戸塚校開校（室内3.5面）。
- 2019年（平成31年）- 4月、川崎溝の口校開校（室内3.5面）。
- 2019年（平成31年）- 7月、苫小牧校開校（室内2.5面、2023年3月閉鎖）。
- 2021年（令和3年）- 5月、ノアテニスアカデミー千葉白子開校（屋外6面）。
- 2021年（令和3年）- 6月8日、世界60カ国7,000社を超える企業の働きがい調査 GPTW運営「働きがい認定企業」に選出[10]。
- 2021年（令和3年）- 11月、バンデテニスアカデミー川口校開校（室内2.5面）。
- 2022年（令和4年）
- 4月、東京都 23区内初出店、世田谷桜新町校開校（室内2.5面）。
- 4月、大阪通天閣前校開校（室内2.5面）。
- 7月、大阪横堤校開校（室内2.5面）。
- 7月、川崎宮前平校開校（室内2.5面）。
- 10月、尼崎塚口校開校（室内2.5面）。
- 2023年（令和5年）
- 1月、横浜井土ヶ谷校開校（室内3.0面）。
- 4月、大阪池田校開校 (室内2.5面) 。
- 4月、大阪阿波座校開校 (室内4.5面) 。
- 7月、東海地区初出店、名古屋瓢箪山校開校 (室内2.5面) 。
- 2024年 (令和6年)
- 7月、南町田校開校 (室内3.5面)。

## 事業所（スクール）

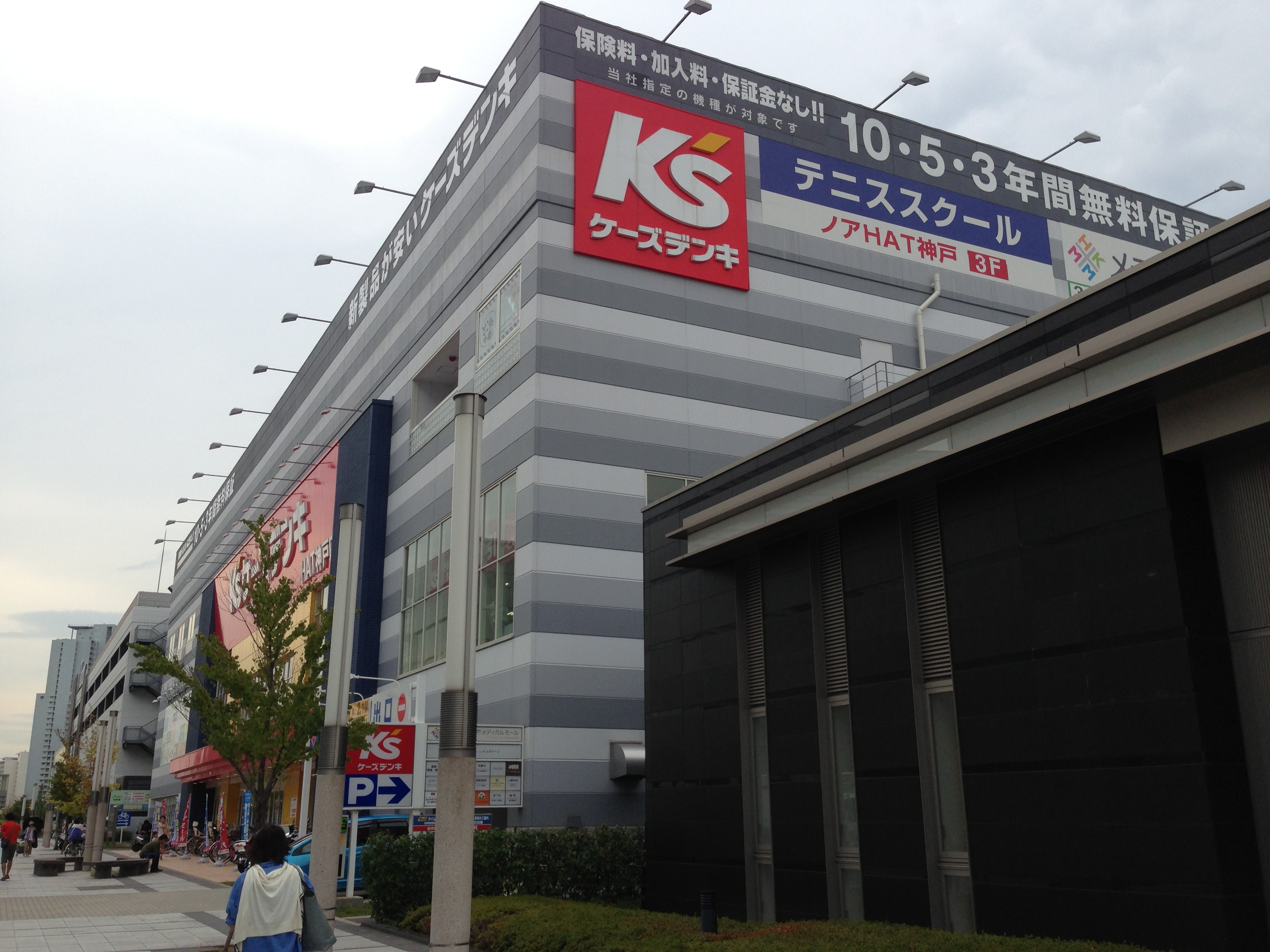
ノアインドアステージHAT神戸校

以下にノアインドアステージ株式会社の事業所の一覧を記載する。

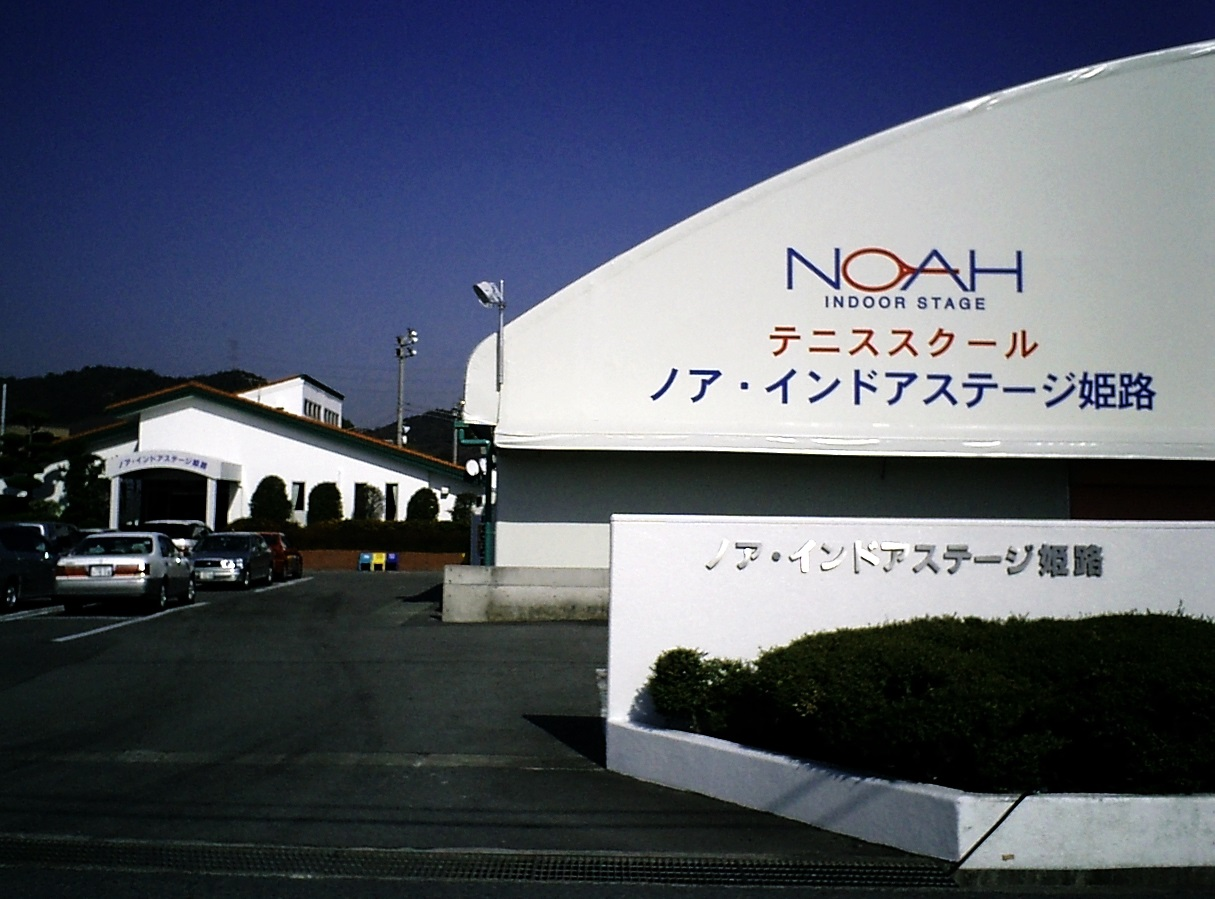
ノアインドアステージ姫路

- テニススクール・ノア 姫路校
- テニススクール・ノア 姫路青山ブルーマウント校
- テニススクール・ノア 加古川校
- テニススクール・ノア 神戸名谷校
- テニススクール・ノア 宝塚伊丹校
- テニススクール・ノア 西宮校
- テニススクール・ノア HAT神戸校
- テニススクール・ノア 南千里校
- テニススクール・ノア 深江橋校
- テニススクール・ノア 天下茶屋校
- テニススクール・ノア 京都西校
- テニススクール・ノア 武蔵浦和校
- テニススクール・ノア 和光成増校
- テニススクール・ノア 国分寺校
- テニススクール・ノア 横浜綱島校
- テニススクール・ノア 大阪久宝寺校
- テニススクール・ノア 倉敷校
- テニススクール・ノア 横浜センター南校
- テニススクール・ノア 岡山校
- テニススクール・ノア 神戸御影校
- テニススクール・ノア 茨木校
- テニススクール・ノア 都島校
- テニススクール・ノア 横浜東戸塚校
- テニススクール・ノア 川崎溝の口校
- テニススクール・ノア バンコク校
- ノア・ジュニアテニスアカデミー
- ノアテニスアカデミー千葉白子
- バンデテニスアカデミー川口校
- テニススクール・ノア 世田谷桜新町校
- テニススクール・ノア 大阪通天閣前校
- テニススクール・ノア 大阪横堤校
- テニススクール・ノア 川崎宮前平校
- テニススクール・ノア 尼崎塚口校
- テニススクール・ノア 横浜井土ヶ谷校
- テニススクール・ノア 大阪池田校
- テニススクール・ノア 大阪阿波座校
- テニススクール・ノア 名古屋瓢箪山校
- テニススクール・ノア 南町田校

## 関連事業
- ITTO個別指導学院[6]

## 関連企業
- 日東社 - 親会社
- サンリオ - ハローキティの使用権を2013年9月から2016年8月まで持っていた。